# Куньлуньські вулкани
Куньлуньські вулкани - група з 70 пірокластичних конусів, що простягаються уздовж гірської системи Куньлунь. Відповідальні за найсвіжіше вулканічне виверження в історії Китаю, а також фактично є найвищим вулканічним утворенням в  Азії. Але через те, що вони не є окремою горою, а являють собою групу конусів, пальму першості віддали Демавенду в Ірані. Висота найбільшого з конусів становить 5808 метрів над рівнем моря.
Більшість конусів знаходиться в західній частині системи, включаючи вулкан Аши-Сан, він же Ка-Ер-дасі.